# معركة تربة (1919)
معركة تربة هي معركة حدثت في عهد الدولة السعودية الثالثة 1337ه‍ - 15 مايو 1919م بين قوات الإخوان -إخوان من طاع الله- بقيادة سلطان بن بجاد وحاكم الخرمة الشريف خالد بن منصور بن لؤي والشيخ سلطان بن مشعان أبا العلا ضد جيش الشريف الحسين بن علي حاكم مكة والمدينة المنورة بقيادة إبنه عبد الله الأول بن الحسين والقائد عبد الله العسيس في وادي تربة البقوم، وانتهت المعركة بانتصار الإخوان.

## واحتَيْ تربة والخرمة
اعتقد الحسين بن علي شريف مكة، أنه بما لديه من قوات وذخائر، يمكن أن يستولي على واحتَيْ تُربة والخرمة. وكانت الحكومة البريطانية، قد شجعته على ذلك، وأرادت أن تشغله عن الوضع في بلاد الشام وفلسطين. فقرر مسؤولوها عن شبه جزيرة العرب، تشجيع الملك حسين على الاستيلاء على الواحتين، على الرغم من تحذير موظفهم، جون فيلبي، الذي كان يرى عدم قدرة الملك حسين على مقاومة أتباع السلطان عبد العزيز.
وبعد أن نال الملك حسين تأييد بريطانيا المعنوي، وكل إلى إبنه، الشريف عبد الله بن الحسين، قيادة جيش نظامي، قوامه ألفا رجل، إضافة إلى خمسة آلاف من رجال القبائل المختلفة، مزوداً بمدافع وأسلحة حديثة. وتقدم هذا بجيشه، وتمركز في عُشيرة، على مقربة من تُربة، بانتظار أوامر والده بالهجوم.
حذر السلطان عبد العزيز بريطانيا من خطر الموقف. فطلبت، بدورها، من الشريف حسين، أن يتريث، ويبحث الموقف مع ابن سعود. ولكن الملك حسيناً، لم يصغ إليها. وأصر على احتلال الواحتين المذكورتين. فتقدم الجيش الهاشمي، بقيادة عبد الله بن الحسين، إلى تُربة، ودخلها، من دون مقاومة تذكر، في 24 شعبان 1337هـ - 24 مايو 1919م، وعلى الرغم من ذلك، فقد عامل أهلها بقسوة وأباحها جنوده.
وكان الأمير عبد العزيز بن سعود يراقب تحركات الأمير عبد الله بن الحسين. وكان على علم بتوجهه إلى تربة، فأرسل كتيبة من الإخوان، بقيادة سلطان بن بجاد بن حميد، من زعماء الإخوان من عتيبة، كبير هجرة الغُطغط. وانضم إليه فئات من قحطان، تحت إمرة حمود بن عمر، ومعهم الشريف خالد بن منصور بن لؤي، أمير الخُرمة، وأتباعه. كما قاد الأمير عبد العزيز بنفسه جيشاً، قوامه إثنا عشر ألف مقاتل، سار به إلى هناك. وقد رغب الأمير عبد العزيز بن سعود، أن يحل مشكلة الحدود بينه وبين الشريف، بالوسائل السلمية. فأرسل إلى الأمير عبد الله بن الحسين، بعد احتلاله تُربة، وفداً يعرض عليه المفاوضة. لكن الأمير عبد الله رفض التفاوض، لأنه يرى بأن تُربة تابعة للحجاز، فلا مفاوضة في شأنها. وعاد الوفد إلى معسكر الإخوان، بين تُربة والخرمة، فأخبرهم بتعنت الأمير عبد الله وقسوته واستهزائه بهم، وتهديده لنجد. فالتهبوا حماسة، وصمموا على مهاجمته.

## بداية الهجوم
ومع بزوغ فجر الخامس والعشرين، من شهر شعبان سنة 1337هـ - 25 مايو 1919م ، هجم جيش الإخوان على جيش الأمير عبد الله بن الحسين، من مختلف الجهات، الأمر الذي أصابه بالارتباك. فلم يستطع أن يفعل شيئاً، على كثرة عدده وعتاده. ومزق الإخوان جيش عبد الله، وبلغ عدد قتلاه خمسة آلاف وخمسة وستون رجل. ولم ينجُ منه إلا عدد قليل. فاستولى الإخوان على أسلحة ومؤن وأموال وعتاد كثير. وتمكّن الأمير عبد الله بن الحسين من النجاة بنفسه، والوصول إلى الطائف. وبعد خمسة أيام من وقوع المعركة، وصل السلطان عبد العزيز، بجيشه الذي انطلق به من الرياض، إلى تُربة، فأقام بها خمسة عشر يوماً، يدير شؤونها.
أما الملك حسين بن علي، فقد أفزعه ما حل بجيشه، في تُربة. وخاف من مواصلة الإخوان تقدمهم نحو الطائف. فاتصل بالحكومة البريطانية، يطلب مساعدتها، وذلك من طريق المعتمد البريطاني في جدة. وقد استجابت طلبه، وحذرت السلطان عبد العزيز من التوغل في الحجاز، واعتبرته محارباً لها إن فعل.
ويقول الدكتور العثيمين في ذلك: «لقد استبد الذعر بالمسؤولين في الحجاز، بعد معركة تُربة. وظنوا أن الإخوان سيواصلون زحفهم إلى الطائف. فاتصلوا بالمعتمد البريطاني في جدة، طالبين مساعدة حكومته. فأخبر هذه الحكومة بما جرى، وما يخشاه أولئك المسؤولون. وحذرت بريطانيا الملك عبد العزيز من التقدم في اتجاه الطائف، بل طلبت منه أن ينسحب بقواته من تُربة، حتى تتاح الفرصة للمفاوضات بينه وبين الملك حسين».
وقد قام السلطان عبد العزيز بسحب قواته من تُربة، بعد أن عين أميراً من قبله عليها، وذلك مراعاةً للظروف المحيطة به، في ذلك الوقت.

## نتائج المعركة
كانت نتائج معركة تُربة وخيمة بالنسبة إلى الملك حسين بن علي ، فقد أدت نتائج تلك المعركة إلى زعزعة موقفه بين أتباعه، إضافة إلى فقدانه كثيراً من قواته النظامية المدربة، وجزءاً مهماً من عتاده المتطور، وأمواله الضخمة، الأمر الذي زاده تعنتاً. فأوقف التعامل التجاري مع النجديين، ومنعهم من أداء فريضة الحج. وقد تكرر ذلك عاماً بعد عام، وتدخلت الحكومة البريطانية لطمأنة الملك حسين بن علي، فأمدته ببعض الطائرات. وطلبت من الأمير عبد العزيز، ألا يقوم باعتداء عليه، وأن يؤجل حج أتباعه، فلم يمانع. ويعلل الدكتور العثيمين موقف السلطان عبد العزيز ذاك، فيقول: «من الواضح أنه (أي الأمير عبد العزيز) راعى أموراً كثيرة، في اتخاذ ذلك الموقف المرن. منها هيمنة بريطانيا على المنطقة، حينذاك، بدرجة كبيرة، بحيث تصعب معارضتها. ومنها أن مرونته، ستجعل تلك الدولة أكثر ميلاً إليه، وأقل اندفاعاً مع خصمه. ومن المحتمل جداً، أنه قد أدرك بأنها لن تحرص كل الحرص على مساندة هذا الخصم، بعد أن انتهت الحرب العظمى، وحققت ما تريده منه. ومن تلك الأمور أن الأمير عبد العزيز، كان، حينذاك، بصدد معالجة قضايا ملحّة، كقضية جبل شمر، وقضية عسير».
وقد نجحت بريطانيا في التوسط بين الأمير عبد العزيز والملك حسين، إذ وقّعا هدنة بينهما، عام 1338هـ - 1919م. إلا أنها أخفقت في تغيير موقف الملك حسين من السماح لأهل نجد بالحج، في ذلك العام، والعام الذي تلاه. ولكنها نجحت، في سنة 1340هـ - 1922م، إذ سمح الملك حسين، لعدد محدود من النجديين بالحج، على أن يكونوا تحت إمرة أمير منهم، يمنعهم من القيام بعمل يعكر الأمن. ولكن الملك حسيناً، لم يلتزم بالهدنة. فأخذ يساعد أمراء حائل، وأمراء آل عايض، ضد السلطان عبد العزيز. ولكن تلك المحاولات، لم تفلح. فقد استطاع السلطان عبد العزيز، عام 1340هـ - 1922م، أن يقضي على إمارة آل رشيد، في حائل، ويبسط نفوذه على ما يليه، شمالاً، من شبه الجزيرة العربية. كما استطاع أن يوطد حكمه في عسير، وذلك في سنة 1341هـ - 1922م. كما قام أتباعه بأنشطة عسكرية، حول الحدود مع العراق وشرق الأردن، مما أثار مخاوف الملك حسين. فطالب بتخلي السلطان عبد العزيز عن جبل شمر، وعسير، ومنع أهل نجد من أداء فريضة الحج، مرة أخرى.
عمدت بريطانيا، إزاء تدهور العلاقات بين السلطان عبد العزيز، من جهة، والملك حسين، في الحجاز، وابنيه فيصل وعبد الله، الحاكمين في العراق وشرق الأردن، من جهة أخرى ـ إلى عقد لقاء بينهم. فدعتهم إلى مؤتمر، يعقد في الكويت، لبحث مشكلاتهم ولكن الملك حسيناً، رفض حضور المؤتمر، إلا بعد انسحاب السلطان عبد العزيز من المناطق، التي لم تكن تحت إمرته قبل الحرب العالمية الأولى.
وانعقد مؤتمر الكويت، سنة 1342ه‍ـ - 1923م، من دون حضور ممثل عن الملك حسين، فباء بالفشل ولم يتحقق الهدف منه، خاصة أن ممثلي العراق والأردن، تعرضوا لأمور تخص الحجاز. وكان الملك حسين، تمادى في تعنته، وادعى أنه الممثل الوحيد للعرب، وأن له الكلمة العليا، في كافة أنحاء شبه الجزيرة العربية. وأعلن نفسه، من عمّان، خليفة للمسلمين، بعد إلغاء الخلافة في تركيا، في 3 مارس 1924م، في وقت لم يستطع فيه توفير الأمن لسكان الأماكن المقدسة، أو لزوارها حجاجاً أو معتمرين. كما قام الملك حسين بتجريح السلطان عبد العزيز. ويذكر الزركلي في ذلك: «فنشر الملك حسين أحاديث، في جريدة المقطم (في القاهرة)، في 21 جمادى الآخرة 1342هـ/27 يناير 1924م، وفي بعض الصحف، السورية والعراقية، تعريضاً بسلطان نجد، وتجريحاً لموقفه من القضية العربية والاتحاد العربي». وأثار إعلان الملك حسين بن علي نفسه خليفة للمسلمين، غضب شخصيات وجهات إسلامية، وبخاصة في مصر والهند. وغضب السلطان عبد العزيز، أيضاً، من تصرف الملك حسين في الخلافة، موضحاً عدم أهليته لخلافة المسلمين، التي هي شأن عام لجميع المسلمين. وقد نُشر ذلك البيان في عدة جرائد عربية وهندية، ولقي تعليقات مؤيدة. وكان لهذا التطور في العلاقات النجدية ـ الحجازية، دور في التصادم من جديد.